# سید علی نصر
سیّد علی نصر (۱۲۷۴ تهران – ۱۳۴۰ تهران)، نمایشنامه‌نویس، نویسنده، مترجم و دولتمرد و دیپلمات و از بنیان‌گذاران هنر نمایش در ایران است. او «پدر تئاتر ایران» نام گرفته و بنیان‌گذار نخستین هنرستان هنرپیشگی در ایران است.

## زندگیِ اداری
پدرش نصرالاطباء کاشانی از سادات کاشان بود. تحصیلات خود را در مدارس شرف، علمیه و آلیانس به پایان رساند و بعد در مدارس آلیانس، نظام، سیاسی، اسلام و اقدسیه زبان فرانسه و ریاضیات درس می‌داد تا اینکه در وزارت مالیه استخدام شد و نزدیک به بیست سال در این وزارتخانه کار کرد.
در این وزارتخانه به سمت‌های پیشکار مالیه اصفهان، رئیس مالیه خراسان، ریاست کل خالصه‌جات (املاک زراعی دولتی)، ریاست اداره انحصار تریاک و ریاست اداره برق تهران رسید تا اینکه در سال ۱۳۱۵ حاکم مازندران شد.
در نهم بهمن ۱۳۱۷ علی منصور وزیر پیشه و هنر (صنایع و معادن) نصر را به عنوان معاون خود به مجلس معرفی کرد. سال بعد که منصور به نخست‌وزیری رسید، کفالت (سرپرستی) وزارت پیشه و هنر با نصر شد. پس از شهریور ۱۳۲۰ مدتی معاونت وزارت کشور را عهده‌دار شد و سپس به عنوان وزیر مختار به چین فرستاده شد. در سال ۱۳۲۵ در دولت احمد قوام وزیر پست و تلگراف بود اما دوران وزارتش طولانی نشد. پس از استقلال پاکستان در سال ۱۳۲۶ سفیر کبیر ایران در پاکستان شد. سید علی نصر در سال ۱۳۴۰ در تهران درگذشت و در امامزاده عبداللَّه به خاک سپرده شد.

## زندگیِ هنری
سیّد علی نصر در آغاز مشروطیت به کار نمایش و تئاتر روی آورد و «تئاتر ملی» را تأسیس کرد. سپس برای آموختن فن تئاتر به اروپا رفت و پس از بازگشت، «کمدی ایران» را در سال ۱۳۰۴ به سبک تئاتر اروپایی به راه انداخت. او ریاست کمیسیون نمایش را در سازمان پرورش افکار (تأسیس ۱۳۱۸) برعهده داشت. نصر همچنین هنرستان هنرپیشگی را در سال ۱۳۱۸ بنا نهاد و خود در آن به تدریس تاریخ هنر پرداخت. نصر برخی از آثار خود را از مولیر اقتباس کرده‌است.

## برخی آثار
| تألیفات - تاریخ ایران و دنیا - فیزیک گاز - حفظ الصحه - علم الاشیاء (شش جلد) - هنرآموز دوشیزگان (شش جلد) - تاریخ عمومی (مصور) - تاریخ مختصر ایران | نمایشنامه‌ها - سیروس - اشتباه لپی - نتیجه تعدد زوجات - زن بی‌وفا - قمارخانه - طلبکار و بدهکار، سیه‌روزان - یتیم، عجب پوکری - گلناز و نوروز - کوچولو موچولو میرزا قهرمان | ترجمه‌ها - عوام‌فریب سالوس - سه عروسی در یک شب - تاریخ یونان - انقلاب فرانسه |  |